# Cayetano Bonnín Vásquez
Cayetano Bartolomé Bonnín Vásquez (Palma de Mallorca, Islas Baleares, 30 de junio de 1990), conocido deportivamente como Tano Bonnín, es un futbolista profesional hispano-dominicano que juega como defensa en el Barletta 1922 de la Serie D. Es internacional absoluto con la selección de fútbol de la República Dominicana.

## Trayectoria
Se inició en el fútbol base con el R. C. D. Mallorca, club en el cual estuvo por un total de 11 años y en el debutó como profesional en la Segunda División B, en el año 2009, con el Mallorca B. En diciembre de 2009, fue cedido al Real Jaén, donde marcó dos goles y disputó la fase de ascenso a Segunda División A.
La temporada de 2010-2011 firmó con el Real Madrid C y fue transferido al año siguiente al Valencia C. F. Mestalla, en el cual formó parte del filial del Valencia C. F. durante dos temporadas. En septiembre de 2012 fue convocado por Pellegrino para disputar, con el primer equipo del Valencia C. F., el Trofeo de Ciudad de Alcoy, en el que jugó de titular y dónde el equipo obtuvo el trofeo tras ganar 0-3 al Alcoyano. En febrero de 2013 se convirtió en una sensación en Internet, después de ser grabado en un partido despejando el balón con una chilena contra el Centre d'Esports L'Hospitalet de la Segunda División B del fútbol español. La última temporada en el equipo ché, fue premiado como MVP ("jugador más valioso"), un galardón otorgado por la Peña Juan Mata de Valencia.
Las temporadas 2013-2014 y 2014-2015, Tano militó en el filial del Villarreal, también conocido como el Mini Submarino Amarillo. La última temporada jugó un total de 31 partidos, siendo el jugador con más minutos acumulados de toda la zaga defensiva. Además, marcó un gol contra el R. C. D. Mallorca B. Acabó la temporada convocado con el primer equipo para realizar la Gira Australiana, organizada por la LFP y conocida como LFP World Challenge.
En la primera temporada en las filas del C. A. Osasuna logró el ascenso a la Primera División de España y en la segunda jugó en la élite siendo un futbolista muy importante para el conjunto navarro. El día 11 de febrero de 2017 sufrió una fractura de tibia y peroné, en el partido de liga contra el Real Madrid, tras un choque con Isco lo que le hizo perderse lo que quedaba de temporada.
Durante la temporada 2018-2019 militó en el grupo III de Segunda División B con el Club Lleida Esportiu. En junio de 2019 se convirtió en el primer fichaje de la U. D. Almería pero rescindió su contrato un mes después y fichó por el Rapid Bucarest rumano.
Tras su paso por el fútbol rumano, en septiembre de 2020 regresó al fútbol español para jugar en el Hércules de Alicante C. F. Allí estuvo durante dos temporadas, y en septiembre de 2022 firmó por la U. S. Vibonese Calcio para competir en la Serie D italiana. Compitió un año en este país antes de volver a España después de fichar por el Linares Deportivo. Estuvo hasta enero de 2024, momento en el que se fue de nuevo a Italia donde jugó para el Brindisi F. C., el Fidelis Andria 2018 y el Barletta 1922.

## Selección nacional
Fue primeramente llamado para las selecciones sub-18 y sub-19 de España, aunque optó a mediados de 2012 por jugar en categoría absoluta con la República Dominicana, de la que posee nacionalidad al ser su madre oriunda de ese país. Debutó para los quisqueyanos el 24 de marzo de 2013, cuando disputó los 90 minutos del amistoso ganado en fecha FIFA ante Haití por 3-1. Al participar de la clasificación para la Copa del Caribe de 2014, en septiembre de 2013, Tano quedó oficial al combinado dominicano. Tano es considerado uno de los mejores jugadores por los dominicanos, los cuales sienten gran admiración hacía él. Actualmente es el capitán de la selección dominicana.

## Clubes
| Club                       | País    | Categoría | Año       | PJ (Liga) | Goles (Liga) |
| -------------------------- | ------- | --------- | --------- | --------- | ------------ |
| R. C. D. Mallorca "B"      | España  | 2.ª B     | 2009-2010 | 1         | 0            |
| Real Jaén (cesión)         | España  | 2.ª B     | 2010      | 8         | 2            |
| Real Madrid C. F. "C"      | España  | 3.ª       | 2010-2011 | 27        | 0            |
| Valencia C. F. Mestalla    | España  | 2.ª B     | 2011-2013 | 58        | 0            |
| S. D. Noja                 | España  | 2.ª B     | 2013      | 0         | 0            |
| Villarreal C. F. "C"       | España  | 3.ª       | 2013-2014 | 20        | 1            |
| Vilarreal C. F. "B"        | España  | 2.ª B     | 2014-2015 | 31        | 1            |
| C. A. Osasuna              | España  | 2.ª y 1.ª | 2015-2018 | 44        | 0            |
| Club Lleida Esportiu       | España  | 2.ª B     | 2018-2019 | 27        | 0            |
| U. D. Almería              | España  | 2.ª       | 2019      | 0         | 0            |
| Rapid Bucarest             | Rumania | 2.ª       | 2019-2020 | 14        | 0            |
| Hércules de Alicante C. F. | España  | 2.ª B     | 2020-2022 | 46        | 0            |
| U. S. Vibonese Calcio      | Italia  | Serie D   | 2022-2023 | 13        | 1            |
| Linares Deportivo          | España  | 1.ª F     | 2023-2024 | 4         | 0            |
| Brindisi F. C.             | Italia  | Serie C   | 2024      | 13        | 1            |
| Fidelis Andria 2018        | Italia  | Serie D   | 2024-2025 |           |              |
| Barletta 1922              | Italia  | Serie D   | 2025-     |           |              |